# Comprobante de cumbre

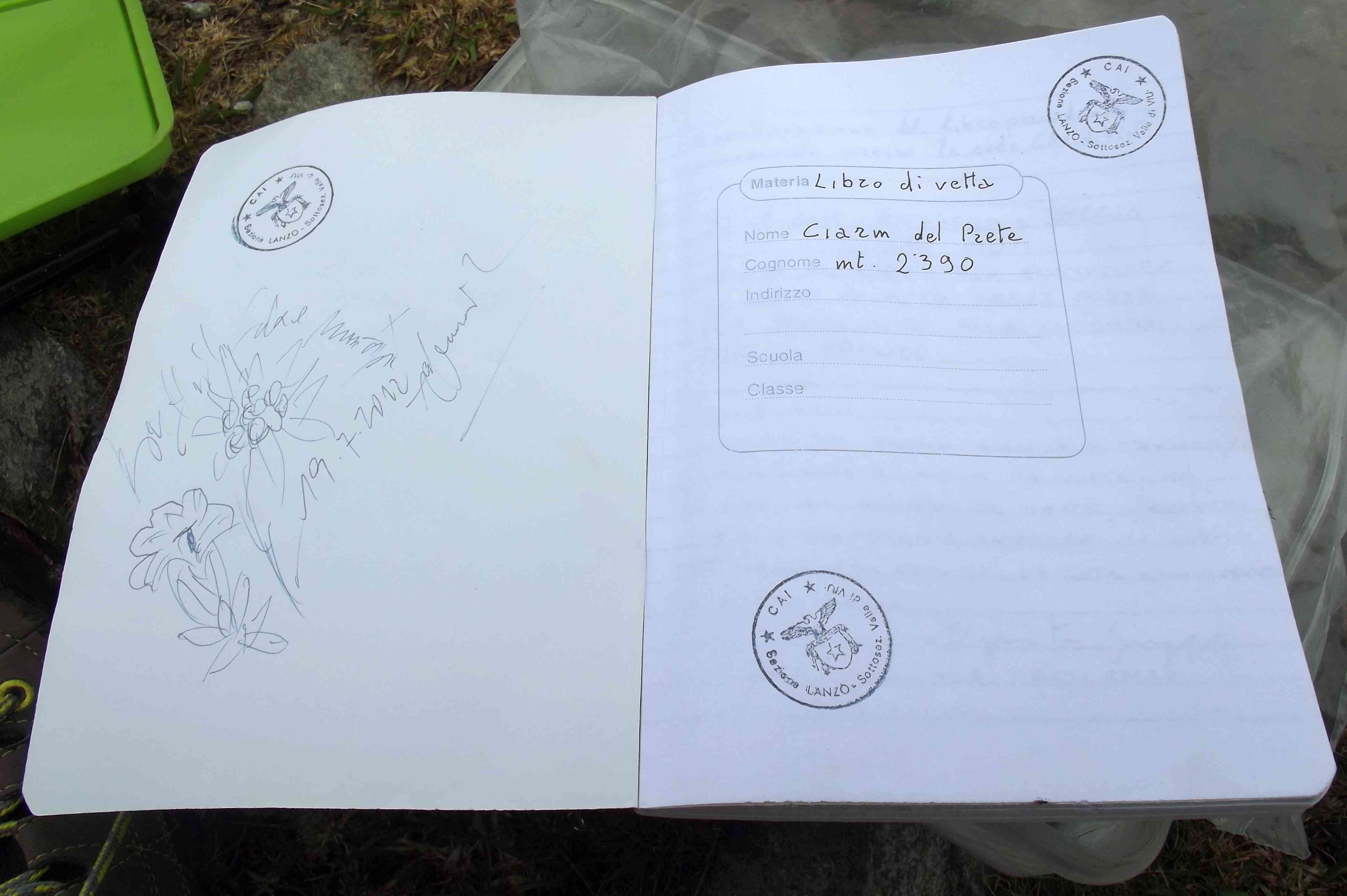
Comprobante de cumbre (Ciarm del Prete, Alpes grayos, 2389 m), cuidado para el CAI de Viù

Un comprobante de cumbre o testimonio de cumbre es un registro en papel colocado sobre la cumbre de una montaña donde los montañistas o senderistas que llegan a la cima pueden dejar un mensaje. Son protegidos por recipientes llamados por lo general buzones montañeros.

## Características

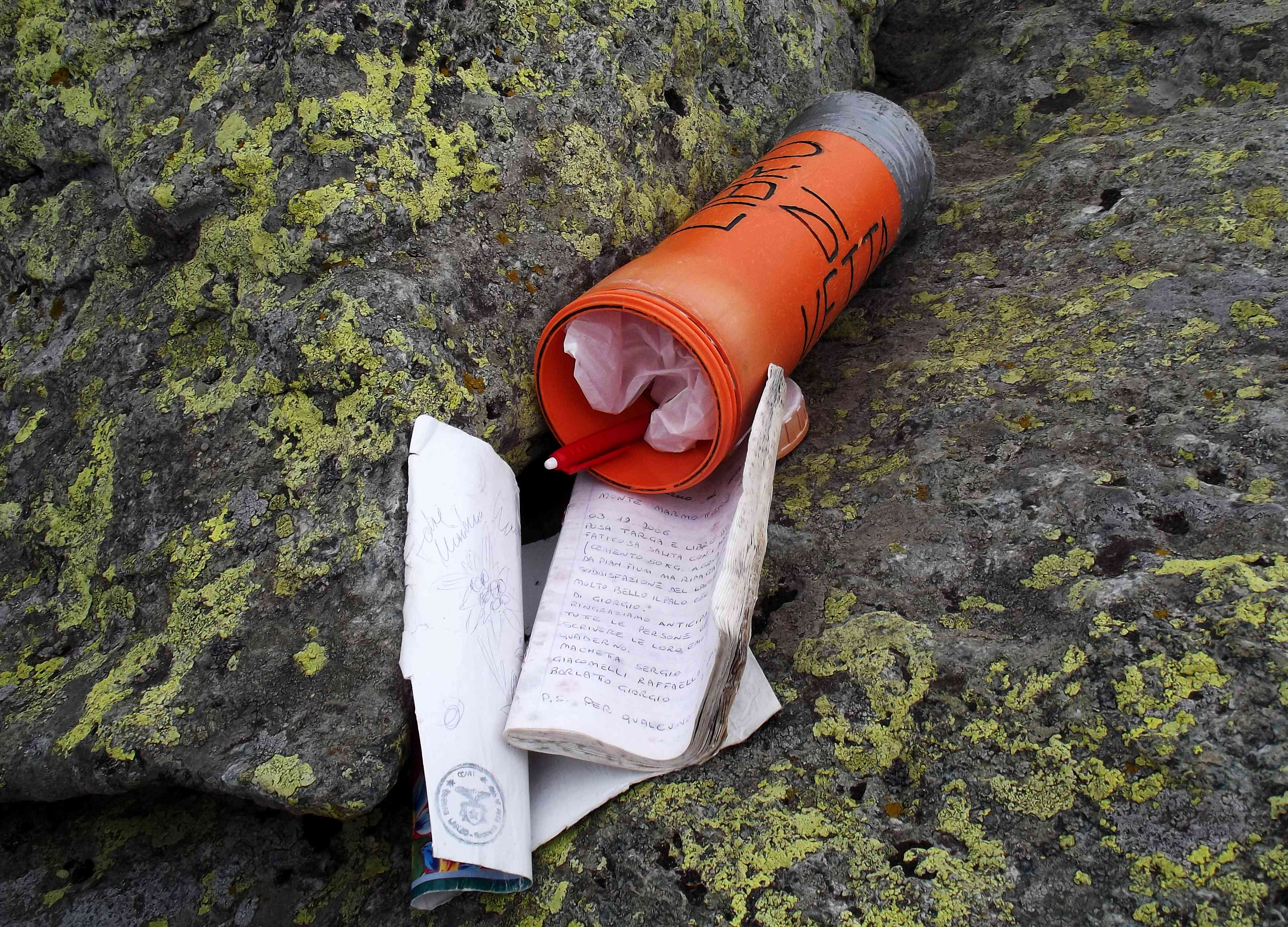
Comprobante de cumbre del Monte Marmottere (Alpes grayos, 2192 m) y su contenedor en plástico

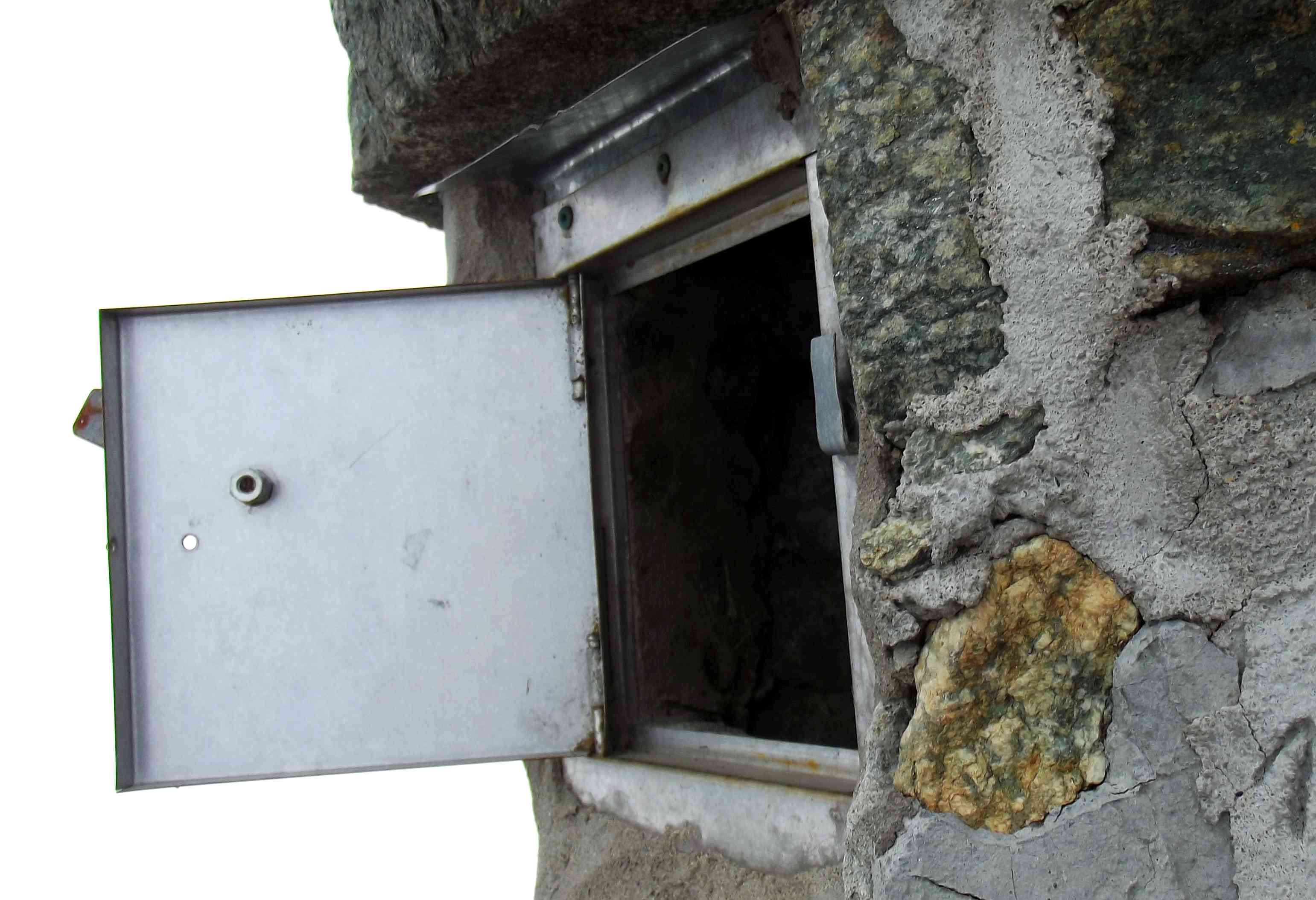
Nicho con el comprobante de la Cima Montù (Alpes grayos, 2246 m)

Los testimonios de cumbre se encuentran normalmente dentro contenedores estancos, a menudo ulteriormente protegidos por bolsas de plástico. A veces, están en nichos cavados en el basamento de cruces o de otros monumentos construidos sobre la cumbre, como por ejemplo cairns y estatuas.
Un testimonio de cumbre puede ser colocado sobre una montaña de manera informal, o seguido de la iniciativa de una organización montañista, o también por el administrador de una cabaña cerca de la cima. 
La sustitución puede ser más o menos frecuente en función del grado de frecuentación de montaña: los registros colocados sobre cumbres muy populares necesitan de cambios frecuentes mientras los testimonios de cimas solitarias pueden durar varios años.
La conservación de los testimonios llenos es normalmente curada por los mismos, quienes les han colocado sobre la cumbre. Una excepción es la de los testimonios de cumbre (en inglés summit registers) curados por el Sierra Club, la más antigua asociación ambientalista de los Estados Unidos: después de haber sido llevados río abajo vienen presentados y conservados por la Bancroft Library, una biblioteca de la Universidad de California.
Por lo general los mensajes escritos en los comprobantes de cumbres contienen informaciones hasta el punto de partida del ascenso a la cima, el trayecto hecho y lo que se piensa hacer a lo largo de la bajada. Estas informaciones pueden servir para las búsquedas en caso de accidente. A veces, el contenido de los mensajes varía y pueden encontrarse la descripción de las condiciones atmosféricas en el curso de la excursión, poesías, insultos; algunos dejan sobre el registro dibujos y opiniones personales totalmente desconectadas de la subida.

## Alternativas
La difusión de Internet y de las comunicaciones por satélite ha permitido la creación de comprobantes de cumbre  virtuales,  a quienes se puede acceder con teléfonos inteligentes equipados con GPS.

## Ejemplos
| Cumbre/Sierra                              | Localidad/municipio                                        | País             | Altitud (m s. n. m.) | Coordenadas                                  | Anotaciones | Foto |
| ------------------------------------------ | ---------------------------------------------------------- | ---------------- | -------------------- | -------------------------------------------- | --- | ---- |
| Monte Ballo (Sierra de Encía)              | Álava (País Vasco)                                         | España           | 1197                 | 42°50′34″N 2°18′24″O / 42.842673, -2.306623  | Buzón montañero en la cumbre del monte Ballo.                                                                                                 |      |
| Monte Ipsarion (Tasos)                     | Tasos (Grecia)                                             | Grecia           | 1024                 | 40°42′12″N 24°42′20″E / 40.70333, 24.70548   | Testimonio del monte Ipsarion, el más alto de la isla griega de Tassos.                                                                       |      |
| Monte Ambin (Alpes cocios)                 | Bramans (Saboya) Exilles (TO)                              | Francia · Italia | 3264                 | 44°57′58″N 7°20′02″E / 44.966, 7.334         | El testimonio de cumbre se encuentra en el estanco cilíndrico soldado al pie de la pequeña cruz del Monte Ambin.                              |      |
| Hochfeiler (Alpes del Tauern occidentales) | Valle de Vizze (BZ) Valle de Tures (BZ) Zillertal (Schwaz) | Italia · Austria | 3510                 | 46°58′23″N 11°43′40″E / 46.972941, 11.727684 | Una página del comprobante del Hochfeiler qué fecha 1920 y demuestra un histórico ascenso del alpinista austriaco Erwin Merlet (1886 - 1939). |      |
| Großer Widderstein (Alpes Bávaros)         | Warth (Bregenz) Mittelberg (Bregenz)                       | Austria          | 2533                 | 47°17′06″N 10°07′45″E / 47.285, 10.129167    | Los buzones montañeros son casi siempre equipados con bolis o lápices para escribir su mensaje, como en este caso.                            |      |
| Hochwanner (Alpes Bávaros)                 | Lermoos (Reutte)                                           | Austria          | 2085                 | 47°26′36″N 10°52′54″E / 47.443333, 10.881667 | Un ejemplo del daño que un testimonio de cumbre puede sufrir a causa de las condiciones climáticas típicas de la montaña.                     |      |
| Hum (Prealpes Eslovenos)                   | Laško (Savinjska)                                          | Eslovenia        | 583                  | 46°09′38″N 15°14′23″E / 46.160556, 15.239722 | El Hum es un relieve que pertenece a una cadena de bajas colinas, pero tiene su propio testimonio de cumbre.                                  |      |